# Jezioro Długie (Łyśniewo)
Jezioro Długie (Łyśniewo) (kaszb. Jezoro Dłudżé) – wąskie jezioro rynnowe na Pojezierzu Kaszubskim w gminie Sierakowice powiatu kartuskiego (województwo pomorskie). Najbliższymi miejscowościami są Karczewko, Łyśniewo Sierakowickie i Migi, na północny zachód od jeziora znajduje się Jezioro Trzono.
Ogólna powierzchnia: 28 ha